# The Wedding
The Wedding är en EP av gruppen Last Days of April, utgiven 1998.

## Låtlista
1. "The Wedding" - 4:20
2. "Heads or Tails" - 3:41
3. "Marbles" - 4:44
4. "Spoons of Gold" - 3:42